# Đông Hưng, An Minh
Đông Hưng là một xã thuộc huyện An Minh, tỉnh Kiên Giang, Việt Nam.

## Địa lý
Xã Đông Hưng có diện tích 55,04 km², dân số năm 2020 là 10.007 người, mật độ dân số đạt 182 người/km².

## Hành chính
Xã Đông Hưng được chia thành 7 ấp: 10 Chợ, 10 Chợ A, 10 Hùynh, 11B, Đông Bình, Thành Phụng Đông, Thành Phụng Tây.

## Lịch sử
Trước đây, Đông Hưng là một xã thuộc huyện An Biên.
Ngày 17 tháng 2 năm 1979, Hội đồng Chính phủ ban hành Quyết định 50-CP về việc chia xã Đông Hưng thành 3 xã lấy tên là xã Đông Hưng, xã Ngọc Hưng và xã Tân Hưng.
Ngày 13 tháng 1 năm 1986, Hội đồng Bộ trưởng ban hành Quyết định 07-HĐBT về việc chuyển xã Đông Hưng của huyện An Biên về huyện An Minh mới thành lập quản lý.
Ngày 31 tháng 5 năm 1991, Ban Tổ chức Chính phủ ban hành Quyết định số 288-TCCP về việc sáp nhập xã Ngọc Hưng và một phần xã An Minh Tây vào xã Đông Hưng.
Ngày 18 tháng 3 năm 1997, Chính phủ ban hành Nghị định 23-CP về việc:
- Thành lập xã Đông Hưng A trên cơ sở 3.364 ha diện tích tự nhiên và 7.091 người của xã Đông Hưng
- Thành lập xã Đông Hưng B trên cơ sở 8.311,99 ha diện tích tự nhiên và 10.150 người của xã Đông Hưng.

Xã Đông Hưng sau khi điều chỉnh địa giới hành chính có 4.824,01 ha diện tích tự nhiên và 6.884 nhân khẩu.